# Saratowska Państwowa Akademia Prawnicza
Saratowska Państwowa Akademia Prawnicza (do 1994 r. Saratowski Państwowy Instytut Prawniczy) (ros. Федеральное государственное бюджетное образовательное учреждение высшего профессионального образования "Саратовская государственная юридическая академия”) – rosyjska państwowa szkoła wyższa typu akademickiego w Saratowie, kształcąca w dziedzinie nauk prawnych. 
Rektorem uczelni jest Siergiej Suworow.
Uczelnia prowadzi międzynarodową wymianę studencką m.in. z Wydziałem Prawa Uniwersytetu w Białymstoku.